# Cambridgea simoni
Cambridgea simoni är en spindelart som beskrevs av Lucien Berland 1924. Cambridgea simoni ingår i släktet Cambridgea och familjen Stiphidiidae.
Artens utbredningsområde är Nya Kaledonien. Inga underarter finns listade.